# Gabriel Gómez
Gabriel Jaime Gómez Jaramillo (Medellín, 1959. december 8. –) korábbi kolumbiai válogatott labdarúgó.

## Klubcsapatokban
Pályafutása során az Atlético Nacionalban, az Independiente Medellínben és a Millonarios-ban szerepelt. Az Atlético Nacionalban nyolc teljes szezont töltött három év megszakítással. Amikor az Atlético 1989-ben megnyerte a libertadores-kupát akkor Gómez az Independiende Medellín csapatát erősítette. 1991-ben tért vissza és egészen 1994-ig volt ismét az Atlético játékosa. Az Independiente tagjaként vonult vissza 1995-ben. Az Atléticoval 3, az Independiente Medellín együttesével pedig 1 bajnoki címet szerzett.

## Nemzetközi
A kolumbiai labdarúgó-válogatottban 1985 és 1995 között 49 alkalommal léphetett pályára és két gólt szerzett. Tagja volt az 1990-es és az 1994-es labdarúgó-világbajnokságon részt vevő válogatott keretének. 1990-ben mind a négy mérkőzésen kezdőként kapott helyet a nemzeti csapatban, ekkor a legjobb 16 között Kamerun ellen estek ki. A Copa Américan három alkalommal szerepelt: 1987, 1989, 1993

## Külső hivatkozások
- national-football-teams.com
- fifa.com Archiválva 2012. november 10-i dátummal a Wayback Machine-ben